# Jack-Bot
Jack-Bot (estilizado como JACK•BOT) es una mesa de pinball de diseñada por Barry Oursler y Larry DeMar, y lanzada por Williams en 1995. Es la tercera entrega de la serie Pin-Bot.

## Descripción
Este juego tiene un tema de casino futurista. Ciertos elementos de la mesa original de Pin-Bot están presentes, como la rampa en espiral, los objetivos del "visor" y el bloqueo de las bolas en los agujeros para activar los ojos de Pin-Bot.
Jon Hey creó la música y el sonido que incluye un nuevo arreglo del tema de Pin-Bot compuesto previamente por Chris Granner para Williams.

## Botón de compra de bola/bola extra
Jack-Bot también permite a los jugadores comprar una bola extra por un crédito y luego presionar el botón "BOLA EXTRA"; los jugadores pueden comprar un máximo de tres bolas de esta manera. El juego tiene dos listas separadas de puntaje alto: una para juegos sin entradas y otra que incluye entradas. El Gran Campeón es el puntaje más alto de los puntajes en los que no ha tenido compra de bolas adicionales.
Presionar el botón EXTRA BALL también puede activar varios trucos si se hace correctamente, como Pin-Bot cambiando los resultados de una tirada de dados.
Al presionar el botón EXTRA BALL durante el modo de atracción, se activa un mensaje en la pantalla de matriz de puntos, que dice: "En memoria de Joe Joos, Jr.", quien murió un año antes; la pantalla luego le dice al jugador una breve biografía de Joos.
Durante el modo de atracción, al presionar el botón flipper izquierdo tres veces mientras se mantiene presionado el botón EXTRA BALL, se activa una larga tirada de créditos en la pantalla de matriz de puntos acompañada de una mezcla de la música del juego.

## Objetivos
El juego tiene dos objetivos principales: activar Casino Run y comenzar Multi-Ball; durante Multi-Ball, el objetivo es conseguir suficientes Jack-Bots (premios mayores) para encender Mega Visor.

## Detalles y reglas de la mesa

### Disparo de habilidad de Vortex
Como en el Pin-Bot original, el émbolo lanza la bola hacia una rampa en espiral conocida como Vortex, que tiene una sección superior, media e inferior. Para anotar el valor más alto ofrecido, la bola debe acertar en la sección central.
El valor de Vortex se restablece a 10 millones para cada bola a menos que se sostenga (ver más abajo).
Disparar al agujero central del vórtice durante Multi-Ball puede marcar un Jack-Bot.

### Hit Me
Un objetivo difícil justo encima del área del carril interior/exterior derecho. Al golpear este objetivo, se extrae una carta al azar para agregar al total del jugador (comenzando desde cero), con el objetivo de llegar a 21 (como en el blackjack) o acercarse lo más posible sin pasarse (pasar de 21). Cada vez que se golpea el objetivo, el jugador obtiene 1 millón de puntos multiplicado por el total (es decir, al llevar la mano a 17, obtiene 17 millones de puntos). Acertar 21 exactamente o pasarse restablece el total a cero, pero si el jugador acierta exactamente 21, gana un bono de 50 millones de puntos.
Los ases pueden contar como 1 u 11, como en el blackjack normal.
El objetivo Hit Me también se puede usar para anotar hasta 75 millones de puntos durante el modo Hurry-Up y para anotar Jack-Bots durante Multi-Ball.

### Objetivos de póquer
A la izquierda, justo debajo de la rampa, hay tres objetivos de póquer. Uno se enciende durante el juego; golpear el objetivo iluminado aumenta el multiplicador de bonificación hasta 5x. Si se golpea un objetivo apagado, el jugador debe esperar hasta que los objetivos se restablezcan antes de volver a intentarlo. Si se golpea el objetivo iluminado y el jugador golpea los otros dos objetivos antes de que se reinicien, la máquina le muestra al jugador una carta de póquer para usar en el póquer (ver más abajo).

### Objetivo del cajero
Debajo de la rampa izquierda hay un objetivo de cajero. Cuando se activa, la rampa se levantará para permitir que la bola pase por debajo para golpearla. Alcanzar este objetivo puede hacer una variedad de cosas para el jugador: obtener el bono durante el Modo Cajero, recolectar el premio Solar Jets, duplicar las ganancias para un juego de casino y recolectar Jack-Bots durante Multi-Ball.

### Incrementador de rampa y vórtice
Cuando la rampa está bajada, al disparar la bola hacia arriba de la rampa y hacia el campo de juego mini-bagatelle (un remanente del Pin-Bot original) comienza el Contador de vórtice, que agrega gradualmente 1 millón de puntos al valor del vórtice (a partir de 10 millones), hasta un máximo de 50 millones de puntos. Luego, la bola se abrirá paso aleatoriamente a través del hoyo, activando el modo Solar Jets, hacia el carril interior derecho, lo que otorgará un premio aleatorio (que cambia en sincronización con el Contador de vórtice), o regresará al émbolo para otro tiro de habilidad. .

#### Solar Jets
Si la bola cae por este agujero y se mete en los bumpers, se activa el modo Solar Jets. La rampa se voltea; Luego, el jugador tiene alrededor de 20 segundos (representados por una cuenta regresiva lenta desde 10) para alcanzar el objetivo del Cajero y obtener el valor de Solar Jets, que comienza en 40M y aumenta en 4M por cada bumper tocado. Comenzar Multiball o Casino Run antes de que se acabe el tiempo también otorgará el premio Solar Jets.

#### Premios Inlane
Si la bola pasa por el carril derecho, dará lugar a uno de los siguientes premios:
- 25 Millones: Otorga 25 millones de puntos.
- Cajero: el jugador tiene 20 segundos (representados por una cuenta regresiva lenta desde 10) para alcanzar el objetivo del Cajero y anotar el doble del valor de la bonificación (aunque esto reemplaza la bonificación al final de la bola en lugar de agregarla). Comenzar Multi-Ball o Casino Run también otorga el valor del Cajero.
- Light Extra Ball: Enciende una luz bola extra.
- Mega Rampa: Ilumina la rampa izquierda. El jugador debe disparar la bola por la rampa en 5 segundos para ganar el valor de Mega Ramp, que comienza en 50 millones y aumenta 25 millones cada vez que se logra.

### Game Saucer
Game Saucer es un carril angosto que conduce a una trampa que se encuentra justo a la derecha de la rampa izquierda. Disparar la bola a esta trampa para comenzar un juego de casino. Durante Multi-Ball, lanza la bola a esta trampa para recolectar un Jack-Bot, y durante Casino Run, esta trampa es una de varias que se pueden usar para hacer girar las ruedas en la máquina tragamonedas.

### Visor y luces de la grilla Keno de 5x5
Al igual que en el Pin-Bot original, la máquina tiene un visor que permanece cerrado al comienxo del juego, junto con una grilla de luces de 5x5 debajo, de color amarillo, azul, naranja, verde y rojo, en ese orden. Encima de las luces hay una fila de objetivos que encienden las luces verticalmente en columnas, y al lado derecho hay una fila lateral de luces que encienden las luces en cada fila horizontalmente. Para abrir el visor, el jugador debe completar la cuadrícula golpeando los objetivos en cualquier orden, o disparando a el visor correcta o al objetivo de la fila lateral cuando las luces parpadean inicialmente; las luces parpadean inicialmente una columna a la vez, de izquierda a derecha, y luego una fila a la vez, de arriba abajo. En el último caso, abrir el visor disparando al objetivo correcto otorga una bonificación de 50 millones de puntos (después de hacer esto, sin embargo, la máquina requiere que el jugador abra el visor cada vez subsiguiente simplemente completando las 25 luces en la grilla en cualquier ordenar).
En Jack-Bot, las luces se conocen como luces Keno, y cada columna también tiene una flecha blanca encima. Cuando el visor está cerrado, disparar la bola al objetivo cuando la flecha blanca está encendida otorga un premio de Keno:
- Vortex al máximo: lleva automáticamente el valor de ´Vortex a 50 millones.
- Agregar valor de Vortex: aumenta el valor del Vortex si aún no está en 50 millones.
- Vortex Held: transfiere el valor del vórtice a la siguiente bola, incluidas las bolas adicionales.
- 25M: Otorga 25 millones de puntos.
- Agregar tarjeta de póquer: detecta una tarjeta de póquer adicional para Pin-Bot Poker.
- Bono 5X: lleva el multiplicador de bonificación a 5X, el máximo disponible en el juego. (Tenga en cuenta que después de que se agote la bola, al presionar el botón BOLA EXTRA suficientes veces para activar un truco, Pin-Bot golpea el gráfico 5X, convirtiéndolo en 6X; esta es la única vez que un jugador puede obtener una bonificación 6X).
- Game Saucer encendido: antes de la primera Multi-Ball, y solo antes de la primera Multi-Ball, si el Game Saucer no está encendido, al golpear la flecha se encenderá el platillo.
- Extra Ball: Otorga una bola extra; generalmente se otorga solo en la última bola si la puntuación total del jugador es inferior a 300 millones de puntos.

Cuando se abre el visor, el jugador puede bloquear una bola en una de las cuencas de los ojos de Pin-Bot; al hacerlo, se coloca otra bola en el émbolo y, al bloquear la segunda bola, se inicia Multi-Ball.
Si el visor está abierta y el jugador aún no ha iniciado Multi-Ball, al completar las 25 luces por segunda vez se enciende una luz Extra Ball sobre los vuelcos dentro y fuera del carril.

### Bola extra
Los vuelcos dentro y fuera del carril tienen una luz de bola extra encima de ellos, que el jugador recoge haciendo que la bola ruede sobre el carril interior o exterior iluminado. Es posible tener más de una luz encendida y recolectar múltiples bolas extra.

## Multibola
Para iniciar Multibola, el jugador debe bloquear ambas bolas en las cuencas de los ojos de Pin-Bot. El primer Multi-Ball es un Multi-Ball de 2 bolas, mientras que los Multi-Balls subsiguientes son Multi-Balls de 3 bolas; en este último caso, el jugador debe lanzar una bola desde el émbolo hasta el vórtice para iniciar Multi-Ball.
Durante Multi-Ball, los Jack-bots se encienden en los Ojos, en el objetivo del Cajero y en Hit Me. El primer Jack-Bot que anota un jugador en un juego vale 50 millones; Los futuros Jack-bots aumentan su valor en 25 millones cada vez, de modo que el undécimo Jack-bot es de 300 millones. Luego, el valor comienza a avanzar en 50M por cada Jack-bot, de modo que el decimoquinto y último Jack-bot es 500M.
Recolectar un Jack-bot apaga la luz de esa ubicación; al menos una ubicación siempre estará iluminada. Si el jugador recolecta Jack-Bots en los cuatro lugares, el objetivo del Cajero se volverá a encender y la ubicación iluminada se moverá de izquierda a derecha (hacia el Ojo izquierdo, luego hacia la derecha, luego Hit Me, luego de regreso al Cajero) cada vez que se recoge.
Golpear el platillo del juego vuelve a encender las cuatro ubicaciones de Jack-bot. Si lo golpea cuando los cuatro ya están encendidos, obtiene un Jack-bot en su lugar.
Recoger Jack-bot en uno de los ojos y luego golpear el otro ojo (encendido o no) en un segundo, obtiene un Super Jack-bot en su lugar. Esto triplica los puntos (por lo tanto, un Super Jack-bot puede alcanzar los 1.500 millones de puntos).
Multibola termina cuando el jugador tiene una sola bola en juego. Hay aproximadamente un período de gracia de tres segundos durante el cual aún se puede puntuar un Jack-bot. Si el jugador pierde un Multi-ball sin anotar ningún Jack-bot, se le da un período de reinicio de 10 segundos; golpear los ojos o el platillo del juego antes de que se acabe el tiempo reinicia una multibola de dos bolas con un tiro de habilidad en el émbolo. Sin embargo, solo se permite un reinicio por multibola; si esto ocurre por segunda vez, el jugador debe comenzar desde cero.
Una vez que finaliza la multibola, el visor permanecerá abierto hasta que el juego decida que la bola está en un lugar donde no quedaría atrapada detrás del visor cuando se cierre. La rampa, el objetivo del cajero, el platillo del juego, la goma debajo del platillo del juego, los objetivos de póquer y los chorros solares activarán el cierre del visor. Tan pronto como el visor comience a cerrarse, la tarjeta de Keno se reiniciará (con una fila o columna parpadeando para que el Visor se vuelva a abrir al instante), lista para que el jugador comience a rellenarla.

## Mega Visor
Una vez que el jugador ha acumulado 15 o más Jack-Bots (incluidos Super Jack-Bots), el modo Mega Visor está activo. El visor se cierra; el objeto ahora es reabrirlo. Los objetivos de la fila lateral se ignoran; solo cuentan los objetivos de visor, y cada golpe detecta una luz en la columna que golpea, con 50 millones otorgados por cada luz detectada. Se necesitan veinticinco aciertos para completar la tarjeta, lo que significa que se pueden anotar 1.500 millones de puntos potenciales en el camino. El jugador puede pulsar cualquier combinación de colores para abrir el visor.
Cuando se abre el visor, el jugador puede bloquear las bolas en las cuencas de los ojos como antes y, al hacerlo, gana la oportunidad de obtener un Mega Jack-Bot (siempre valorado en al menos mil millones de puntos por Jack-Bot, aunque la Máquina seguirá diciendo "¡Super Jack-Bot!" cuando se logre). Para anotar un Mega Jack-Bot, dispara la bola por la rampa izquierda después de bloquear una bola.

## Juegos de Casino
Para activar Casino Run, el jugador primero debe jugar los cuatro juegos de Casino. Los juegos se inician golpeando el Game Saucer cuando está encendido durante el juego de una sola bola; si no está encendido, al golpear la rampa o el objetivo del Cajero se volverá a encender, al igual que los premios de Keno la primera vez. Antes de que se desbloquee la primera ejecución del casino, el platillo del juego siempre estará encendido al comienzo de cada bola; para la segunda y subsiguientes carreras de casino, el jugador debe golpear la rampa o el cajero para volver a encenderlo. (Además, el objetivo del Cajero deja de volver a encender el platillo del juego; el jugador tiene que hacer tiros de rampa reales).

### Los juegos de casino
Hay cuatro minijuegos en total: Pin-Bot Poker, Slot Machine, Roll the Dice y Keno. Presionar el botón EXTRA BALL repetidamente cuando parpadea le da al jugador la oportunidad de hacer trampa en los juegos, pero no siempre tiene éxito.
En los cuatro juegos, la máquina le pedirá al jugador que acepte el total o intente "DOBLE O NADA". Si el jugador elige doblar, tiene un tiempo limitado para disparar la bola debajo de la rampa izquierda y golpear el objetivo del Cajero. Hacerlo duplica las ganancias del jugador; si el tiempo expira o se pierde la bola, no se anotan puntos para ese juego. Si el jugador tarda demasiado en decidir, el juego elegirá automáticamente la opción de simplemente cobrar el bono.

#### Pin-Bot Poker
Este juego utiliza la mano de póquer que se muestra en el centro del campo de juego. Los objetivos de póquer, los premios de Keno, Casino Run y la máquina tragamonedas pueden mostrar todas las cartas en esta mano. (Completando la mano la primera vez enciende una bola extra. Los puntos se otorgan según el valor de la mano: 10 millones de puntos por un solo dos, 15 millones por un as o as-dos, 20 millones por un par, 30 millones por dos pares o tríos, o 50 millones por un full house (las cinco cartas). Además, se anotan 50 millones por cada mano que el jugador ya ha llenado. El total resultante se puede duplicar más tarde.
Si el jugador hace trampa con éxito, Pin-Bot saca un As extra de su manga ("¿As de tréboles?"). Esto puede dar a los jugadores una mano que normalmente es imposible: cuatro ases, con un valor de 149 millones de puntos (los jugadores aún pueden duplicar esto a 298 millones si lo desean).

#### Slot Machine
Las ruedas de la máquina tragamonedas giran y revelan un premio aleatorio:
- Multi-Ball: Inicia Multi-Ball.
- Special: Otorga un Especial; típicamente un crédito y 500 millones de puntos.
- Add 10 Cards: añade 2 manos de póquer completas al gran total del jugador.
- Hurry Up: inicia un temporizador que cuenta regresivamente de 75 millones a 15 millones; el jugador debe disparar al objetivo "Hit Me" para cobrar la bonificación.
- Collect Bonus: Otorga al jugador el bono que habría recibido si hubiera perdido la bola.
- Vortex at Max: establece el valor de Vortex en 50 millones automáticamente.
- Hold Vortex Value: lleva el valor de vórtice a la siguiente bola (incluidas las bolas adicionales).
- Bonus: Otorga un bono aleatorio generalmente entre 25 millones y 40 millones de puntos. Los jugadores tienen la opción de duplicar las ganancias si lo desean.
- Lite Extra Ball: enciende la bola extra.

Este es el más difícil de los juegos para hacer trampa con éxito, pero si se hace, Pin-Bot cerrará los carretes y cambiará a "Extra Ball Lit".

#### Roll the Dice
El juego se basa en "Dice Game Wager", que comienza con 3 millones de puntos y aumenta en 100 000 puntos cada vez que la bola hace contacto con los bumpers ubicados justo debajo del campo de juego mini-bagatelle (conocidos como Solar Jet Bumpers). La Máquina tira los dados, y lo que tira se multiplica por la Apuesta del Juego de Dados (es decir, 5.500.000 x 6 = 33.000.000). Los jugadores pueden entonces decidir doblar si lo desean.
Si el jugador hace trampa con éxito, Pin-Bot simplemente golpeará los dados para que el resultado sea siempre un 12, y anunciará "¡BOXCARS!"

#### Keno
Este juego se basa en la tarjeta Keno (la cuadrícula de luces de 5x5 debajo del visor); el progreso del jugador en la cuadrícula determina cuántos cuadrados se eligen para el sorteo aleatorio. Se eligen seis cuadrados al azar y el jugador gana 5 millones de puntos por cuadrado emparejado, más 5 millones de puntos solo por participar. Si los seis cuadrados coinciden, el jugador gana 50 millones de puntos. Los jugadores también ganan 25 millones de puntos adicionales por cada tarjeta llenada anteriormente. En el caso de que el jugador tenga menos de cinco casillas iluminadas en la cuadrícula, el juego le permitirá usar la columna central completa para darle la oportunidad de hacer algunas coincidencias.
Si el jugador hace una trampa con éxito, Pin-Bot cerrará de golpe toda la tarjeta, lo que dará como resultado que se hayan realizado 25 coincidencias, otorgando al jugador 99 millones de puntos.
Como antes, el jugador puede decidir si quiere o no intentar duplicar las ganancias.

## Casino Run
Después de jugar los cuatro juegos, se activa el modo Casino Run; el jugador debe disparar la trampa Game Saucer nuevamente para activarla. Durante esta carrera, el jugador tiene 45 segundos para hacer girar las ruedas tantas veces como sea posible. Disparar la trampa Game Saucer o una de las cuencas de los ojos de Pin-Bot hace girar las ruedas. Luego, el jugador tiene que decidir si cobrar la bonificación y finalizar la carrera, o arriesgarse y continuar jugando (similar a la ronda de bonificación del programa de juegos The Joker's Wild ). Los jugadores pueden desbloquear un huevo de Pascua presionando el botón EXTRA BALL cuando parpadea durante la secuencia introductoria de Casino Run y, si tienen éxito, verán una vaca saltando sobre la luna.
Los giros de las ruedas pueden otorgar lo siguiente:
- Puntos: Varios valores de puntos. A veces, los espacios pueden dejarse en blanco, pero esto no afecta al jugador.
- Encender Extra Ball: enciende una bola adicional, que luego se puede recoger cuando se encienden los carriles interiores y exteriores. Las bolas adicionales corren el riesgo de perderse si el jugador se queda sin tiempo o aparece una bomba.
- Special: Otorga un special, que además corre el riesgo de perderse. Si el jugador recoge su banco, gana el special.
- Vortex X: agrega un multiplicador de tiro de habilidad al Vortex.
- Carta de póquer: agrega una carta de póquer a la mano de póquer actual (que también puede encender la bola extra).
- Jack-Bot: agrega un Jack-Bot al número total de Jack-Bots del jugador; los puntos se anotan inmediatamente y no cuentan para el total en el Casino Run Bank.
More Time: agrega 15 segundos al temporizador, aunque nunca supera los 45.
Cow: El jugador gana un special automático sin tener que arriesgarlo.
No Bomb: el jugador no gana puntos, pero gana un balde de agua.
Bomb: finaliza la carrera del jugador y borra todos los puntos y premios ganados hasta ese momento. Si el jugador obtuvo un No Bomb anteriormente o durante el mismo giro, la bomba se desactivará y la carrera continúa; si el jugador hace trampa con éxito, The Machine golpeará la ranura Bomb y cambiará a algún otro premio.

Mientras el cronómetro está en cuenta regresiva, el Casino Run Bank del jugador, que comienza con 100 millones de puntos, agrega 4 millones de puntos cada vez que la bola toca un interruptor, un rollover o un bumper. Los jugadores deben recordar que el reloj corre; si el tiempo expira, pierden todo en su banco.
El juego otorga un crédito tras ingresasr sus iniciales al final de este, si tiene el puntaje total más alto de Casino Run hasta la fecha.
El juego también tiene un huevo de Pascua escondido; si el jugador sostiene ambas aletas mientras giran las ruedas, es posible que reciba una pista para el juego Mortal Kombat 3 (Midway Games era copropietario en ese momento con Williams/Bally). Conseguir la pista también otorga una bola extra. (Mortal Kombat 3 también tiene un Kombat Kode que explica cómo obtener la pista en este juego, instruyendo a los jugadores a "Hold Flippers During Casino Run"; otra pista es para otra mesa de pinball, No Fear: Dangerous Sports, que también proporciona una pista de MK3)

## End-of-Ball Bonus
Los siguientes criterios se aplican a la puntuación de la bonificación al perder la bola:
- Cartas: 3 millones por cada carta de Poker y Hit Me recolectada durante el juego.
- Valor de Vortex: cualquiera que sea el valor actual del disparo de habilidad (sin el multiplicador) es lo que se agrega. Esto será entre 10 millones y 50 millones.
- Dice Game Wager: Cualquiera que sea la apuesta actual en ese momento es lo que se agrega.

La bonificación completa luego se multiplica por el multiplicador de bonificación; esto será entre 1x y 5x. Si el jugador presiona el botón EXTRA BALL repetidamente durante el conteo de bonificación, Pin-Bot puede hacer trampa en el multiplicador de bonificación golpeando la pantalla; esto le da una bonificación extra X. Hacer trampa con éxito de esta manera es la única forma de lograr un 6X. El multiplicador de bonificación debe ser al menos 2X para permitir que el jugador haga trampa.

## Buy-Ins y listas de puntuación más alta
El jugador puede comprar hasta tres bolas adicionales con un crédito cada una, para un máximo de seis bolas en total, sin contar las bolas extra. Por esta razón, el juego tiene dos listas de puntuaciones altas: una con entradas y otra sin entradas. El jugador con la puntuación más alta sin un solo buy-in es el jugador considerado Gran Campeón. El juego también permite a los jugadores ingresar sus iniciales si tienen el puntaje de Casino Run más alto hasta la fecha.

## Versiones digitales
Una versión digital con licencia de esta mesa fue incluida en The Pinball Arcade en abril de 2015 junto con sus predecesores, pero la licencia con WMS expiró el 30 de junio de 2018.